# Bortala (Stadt)

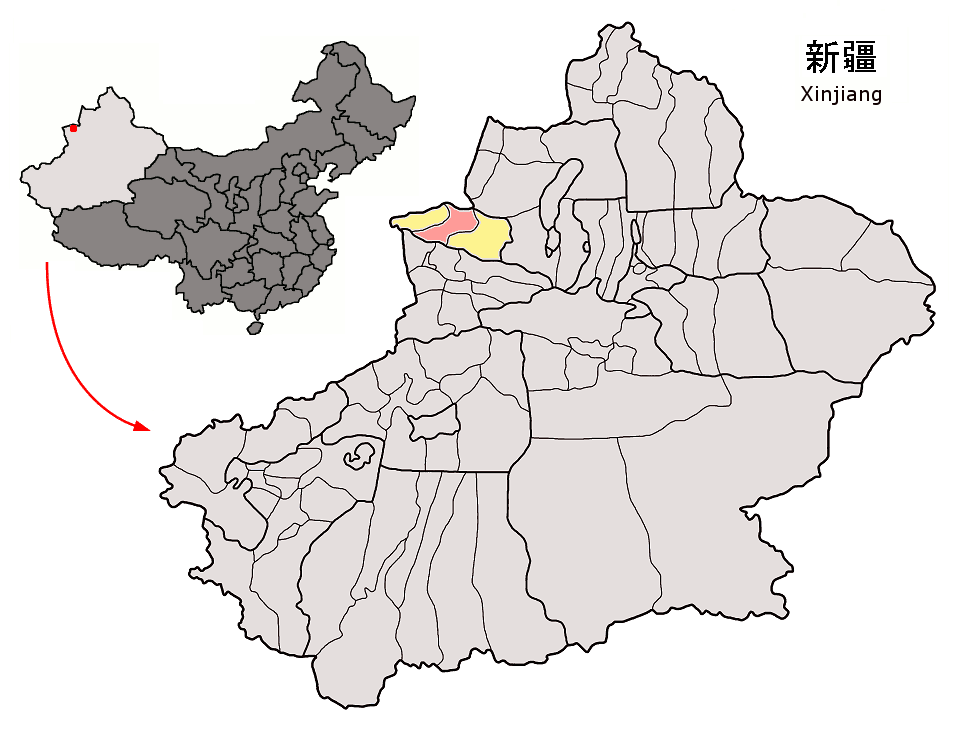
Lage der Stadt Bortala (rosa) im Mongolischen Autonomen Bezirk Bortala (gelb)

Bortala (auch Bole; chinesisch 博樂市 / 博乐市, Pinyin Bólè Shì, uigurisch بۆرتالا شەھىرى Bɵrtala Xəⱨiri; mongolisch ᠪᠣᠷᠣᠲᠠᠯ᠎ᠠ) ist eine kreisfreie Stadt im Mongolischen Autonomen Bezirk Bortala des Uigurischen Autonomen Gebiets Xinjiang der Volksrepublik China. Bortala ist die Hauptstadt des autonomen Bezirks.
1999 zählte sie 212.969 Einwohner.